# NGC 5197
NGC 5197 este o galaxie lenticulară situată în constelația Fecioara. A fost descoperită în 12 aprilie 1864 de către Albert Marth.